# Julian Wasserfuhr
Julian Wasserfuhr (* 12. Dezember 1987 in Hückeswagen) ist ein deutscher Trompeter des Modern Jazz.

## Leben und Wirken
Wasserfuhr kam im Alter von sieben Jahren durch seinen Vater Gerald, einen Klarinettisten und Musiklehrer, zur Trompete. Er erhielt zuerst Privatunterricht bei Dirk Pawelka und gewann mit elf Jahren als jüngster Teilnehmer den nordrhein-westfälischen Landeswettbewerb Jugend jazzt. Mit 13 Jahren erhielt er Trompetenunterricht durch Klaus Osterloh. Drei Jahre später wurde Julian Wasserfuhr als jüngster Student im Fach Jazztrompete an der Musikhochschule in Köln bei Andy Haderer aufgenommen.
Wasserfuhr spielte in Schul- und Hochschul-Big-Bands sowie im JugendJazzOrchester NRW und während eines Aufenthalts in Boston als Gastsolist in Phil Wilsons Rainbow Big Band neben Jazzmusikern wie Joe Lovano und Jon Faddis. Bei verschiedenen internationalen Wettbewerben erhielt er Solistenpreise, war Gewinner des Yamaha Trumpet Contest 2004 und erlangte ein Stipendium am berühmten Berklee College of Music in Boston. Zusammen mit seinem zwei Jahre älteren Bruder Roman Wasserfuhr gründete er das Julian & Roman Wasserfuhr Quartet und nahm im November 2005 das Album Remember Chet auf. Den Trompeter Chet Baker bezeichnet Julian Wasserfuhr als Vorbild.
Jazzthing schrieb über die Debüt-CD: „Auch wenn Julian Wasserfuhr noch viele bittere Lebenserfahrung gespeiste Töne von seinem Vorbild trennen, spielt der Youngster erstaunliche Chorusse, die vor allem in den Balladen viel Nachdenklichkeit und ungekünstelte Sentimentalität ausstrahlen. Die Band insgesamt lässt die deutsche Jazz-Zukunft erglänzen und noch einiges erwarten.“
2013 erhielten Julian & Roman Wasserfuhr gemeinsam mit den DJs Blank & Jones aufgrund der Verkaufszahlen den German Jazz Award in Gold vom Bundesverband Musikindustrie für ihr Album RELAX jazzed.

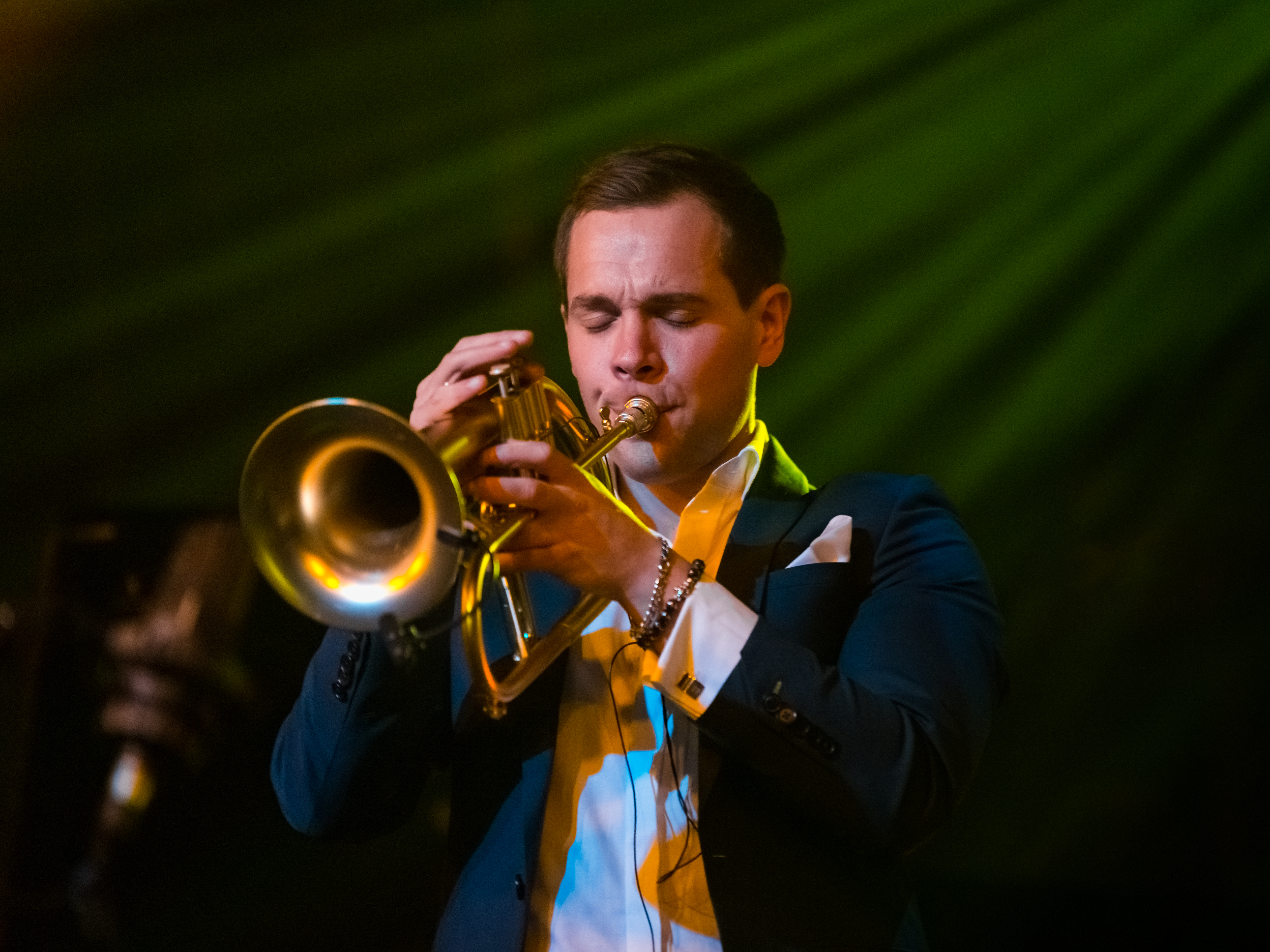
Bei den Leverkusener Jazztagen 2017

## Diskographische Hinweise
- 2006 – Julian & Roman Wasserfuhr Quartet: Remember Chet
- 2006 – Torsten Goods: Irish Heart
- 2008 – Rue de Paris: Trois
- 2009 – Julian & Roman Wasserfuhr mit Lars Danielsson und Anders Kjellberg: Upgraded in Gothenburg
- 2011 – Julian & Roman Wasserfuhr, Lars Danielsson und Wolfgang Haffner: Gravity
- 2011 – Bertil Mark: Insight Outside
- 2012 – Blank & Jones, Julian & Roman Wasserfuhr: Relax Jazzed 1
- 2013 – Julian & Roman Wasserfuhr: Running
- 2017 – Julian & Roman Wasserfuhr: Landed in Brooklyn
- 2018 – Julian & Roman Wasserfuhr with Jörg Brinkmann: Relaxin’ in Ireland
- 2022 – Blank & Jones, Julian & Roman Wasserfuhr: Relax Jazzed 3
- 2025 – Julian & Roman Wasserfuhr: Safe Place